# .tj
.tj ist die länderspezifische Top-Level-Domain (ccTLD) des Staates Tadschikistan. Sie wurde am 11. Dezember 1997 eingeführt und wird vom Information Technology Center in Duschanbe verwaltet.

## Eigenschaften
Insgesamt darf eine .tj-Domain zwischen zwei und 63 Stellen lang sein und nur alphanumerische Zeichen beinhalten. Domains werden über eine Reihe akkreditierter Registrare konnektiert.